# Сумский район
Су́мский либо Сумско́й райо́н (укр. Сумський район) — административно-территориальное образование в Су́мской области Украины. Более распространённое название — Сумско́й район.
Административный центр района расположен в областном центре — городе Сумы.

## Географическое положение

### Расположение
Сумский район расположен на северо-востоке Сумской области Украины.
С ним соседствуют Конотопский, Роменский и Ахтырский районы Сумской области, а также Курская область России.

### Гидрография
Через район протекают реки Псёл, Сумка, Сула, Сыроватка, Олешня, Локня, Снагость, Синяк, Крыга, Каланчак, Сухоносовка, Гуска, Крупец, Стрелка, Бездрик.

## Население
Численность населения района в укрупнённых границах — 449,4 тыс. человек.
Численность населения района в границах до 17 июля 2020 года по состоянию на 1 января 2020 года — 61 836 человек, из них городского населения — 10 588 человек, сельского — 51 248 человек.

## История
Район образован 7 марта 1923 года, позднее упразднён. Восстановлен 4 декабря 1938 года на территории 20 сельсоветов, переданных из пригородной зоны города Сумы.
17 июля 2020 года в результате административно-территориальной реформы район был укрупнён, в его состав вошли территории:
- Сумского района,
- Белопольского района,
- Краснопольского района,
- Лебединского района,
- а также городов областного значения Сумы и Лебедин.

## Административное устройство
Район в укрупнённых границах с 17 июля 2020 года делится на 16 территориальных общин (громад), в том числе 4 городские, 4 поселковые и 8 сельских общин (в скобках — их административные центры):
- Городские:
  - Сумская городская община (город Сумы),
  - Белопольская городская община (город Белополье),
  - Ворожбянская городская община (город Ворожба),
  - Лебединская городская община (город Лебедин);
- Поселковые:
  - Краснопольская поселковая община (пгт Краснополье),
  - Николаевская поселковая община (пгт Николаевка),
  - Степановская поселковая община[укр.] (пгт Степановка),
  - Хотеньская поселковая община (пгт Хотень);
- Сельские:
  - Бездрикская сельская община (село Бездрик),
  - Верхнесыроватская сельская община (село Верхняя Сыроватка),
  - Николаевская сельская община (село Николаевка),
  - Миропольская сельская община (село Мирополье),
  - Нижнесыроватская сельская община (село Нижняя Сыроватка),
  - Речковская сельская община (село Речки),
  - Садовская сельская община (село Сад),
  - Юнаковская сельская община (село Юнаковка).

### История деления района

Район в старых границах до 17 июля 2020 года

Район в старых границах до 17 июля 2020 года включал в себя:
| - Поселковых советов: 3 - Сельских советов: 29 | - Посёлков городского типа: 3 - Посёлков: 8 - Сёл: 115 |

Местные советы (в старых границах до 17 июля 2020 года):
| - Низовский поселковый совет - Степановский поселковый совет - Хотенский поселковый совет - Алексеевский сельский совет - Басовский сельский совет - Бездрикский сельский совет - Беловодский сельский совет - Битицкий сельский совет - Великовольмовский сельский совет - Великочернетчинский сельский совет - Верхнесыроватский сельский совет - Кекинский сельский совет - Кондратовский сельский совет - Косовщинский сельский совет - Кровненский сельский совет - Могрицкий сельский совет | - Нижнесыроватский сельский совет - Николаевский сельский совет - Новосухановский сельский совет - Кияницкий сельский совет - Подлесновский сельский совет - Постольненский сельский совет - Садовский сельский совет - Севериновский сельский совет - Стецковский сельский совет - Сульский сельский совет - Терешковский сельский совет - Токаревский сельский совет - Червоненский сельский совет - Шпилевский сельский совет - Юнаковский сельский совет - Яструбинский сельский совет |

Населённые пункты (в старых границах до 17 июля 2020 года):
| с. Александровка с. Алексеевка с. Андреевка с. Барвинково с. Басовка с. Бездрик с. Беловоды с. Белоусовка с. Битица с. Бондаревщина с. Бровково с. Бурчак с. Буциково с. Вакаловщина пос. Варачино с. Васюковщина с. Великая Чернетчина с. Великие Вильмы с. Великий Яр с. Вербовое с. Верхняя Сыроватка с. Веселовка с. Визировка с. Вишнёвое с. Владимировка с. Водолаги с. Глиняное с. Головашевка с. Горное с. Графское с. Гриценково с. Даценковка | с. Диброва с. Елисеенково с. Журавка с. Закумское с. Зализняк пос. Захаровское с. Зацарное с. Зеленая Роща с. Зеленый Гай пос. Иволжанское с. Капитановка с. Кардашовка с. Кекино пос. Кияница с. Кондратовка с. Кононенково с. Константиновка с. Корчаковка с. Косовщина с. Кровное с. Лекарское с. Линтваровка с. Липняк с. Локня с. Луговое с. Любачево пос. Малая Корчаковка с. Малые Вильмы с. Марьевка пос. Марьино с. Миловидовка с. Могрица | с. Москалевщина с. Надточиево с. Надьярное с. Нижняя Сыроватка пгт Низы с. Николаевка с. Никольское с. Никонцы с. Новая Сечь с. Новенькое с. Новомихайловка с. Новониколаевка с. Новоселица с. Новосухановка с. Облоги с. Ольшанка с. Ополонское с. Павлючки с. Перекрестовка с. Перше Травня с. Печище с. Писаревка с. Подлесновка с. Постольное с. Пушкаревка с. Радьковка пос. Рогозное с. Рудневка с. Рябцы пос. Сад с. Садки с. Севериновка | с. Симоновка с. Скляровка с. Соколиное с. Солидарное с. Софиевка с. Спасское с. Старое Село с. Стенка с. Степаненково пгт Степановка с. Степное с. Степовое с. Стецковка с. Сула с. Терешковка с. Токари с. Харьковщина с. Хомино пгт Хотень с. Храповщина с. Червоная Диброва с. Червоный Кут с. Чернецкое с. Шапошниково с. Шевченково с. Шпилевка с. Юнаковка с. Яблоновка с. Ясены с. Ястребиное |

Ликвидированные населённые пункты (в старых границах до 17 июля 2020 года):
| с. Анновка с. Бульбовщина с. Василевщина с. Гаёк с. Грицаковка с. Грузское с. Диброва с. Липовка | с. Липовый Яр с. Любимое с. Мазное с. Нечаевка с. Орлиное с. Прудок с. Стеценково хут. Сухоносовский |

## Международные связи
- Районы побратимы Сумского района — Глушковский, Суджанский и Кореневский районы Курской области России[18].

## Достопримечательности
- Хотень (усадьба)[19].

## Археология
- Вблизи села Битица обнаружено поселение скифо-сарматских времён (IV—II вв. до н. э.) и славянское Битицкое городище (VII—VIII вв.)